# Fraxern
Fraxern  ist eine Gemeinde in Österreich in Vorarlberg im Bezirk Feldkirch mit 750 Einwohnern (Stand 1. Jänner 2024).

## Geografie
Fraxern liegt im westlichsten Bundesland Österreichs, Vorarlberg, im Bezirk Feldkirch auf 817 Metern Höhe, an einem Sonnenhang der Kugelgruppe. 54,6 % der Fläche sind bewaldet, 26,7 % der Fläche Alpen. Der Gipfel des 1645 m hohen Berges Hohe Kugel liegt im Gemeindegebiet von Fraxern. Der nordöstliche Teil des Gemeindegebietes liegt im Naturschutzgebiet Hohe Kugel – Hoher Freschen – Mellental (Böchlakopf, Alpe Fraxern-Schwimmersboden, Hohe Kugel, First, Quellgebiet des Kugelbaches).
- Der Klausbach entspringt in der Kugelgruppe und fließt nach Klaus.

### Gemeindegliederung
Es existieren keine weiteren Katastralgemeinden in Fraxern.

### Nachbargemeinden
Seine Gemeindegrenze teilt sich Fraxern mit zwei Gemeinden im Bezirk Dornbirn sowie 4 Gemeinden im Bezirk Feldkirch. Im Uhrzeigersinn von Norden beginnend sind dies die Städte Hohenems und Dornbirn, die Gemeinden Viktorsberg, Weiler und Klaus sowie die Marktgemeinde Götzis.
| Götzis | Hohenems (DO)                               |               |
| Klaus  | Kompassrose, die auf Nachbargemeinden zeigt | Dornbirn (DO) |
| Weiler | Viktorsberg                                 |               |

## Geschichte
Fraxern wurde 1127 erstmals urkundlich erwähnt als „Fraxnara“.
1502 kam das zum Doppelgericht Rankweil-Sulz gehörende „Frachsneren“ zusammen mit der Herrschaft Feldkirch an Österreich.
Die Habsburger regierten die Orte in Vorarlberg wechselnd von Tirol und Vorderösterreich (Freiburg im Breisgau) aus. Von 1805 bis 1814 gehörte der Ort zu Bayern, dann wieder zu Österreich. Zum österreichischen Bundesland Vorarlberg gehört Fraxern seit der Gründung 1861. Der Ort war 1945 bis 1955 Teil der französischen Besatzungszone in Österreich.
Fraxern erlebte im Laufe seiner Geschichte mehrere große Brandkatastrophen, die das Dorf teilweise fast völlig auslöschten. Erstmals dokumentiert ist eine Brandkatastrophe in Fraxern im Jahr 1525, als bis auf ein Haus und einen Speicher das gesamte restliche Dorf vollständig niederbrannte. Zum zweiten Mal Opfer eines Großbrandes wurde Fraxern am 10. September 1760, als 20 Häuser vernichtet wurden. Am 18. April 1934 wiederholte sich die Geschichte ein drittes Mal: Bei einer der schwersten Brandkatastrophen in der Geschichte Vorarlbergs wurden 32 Häuser und ein Stall innerhalb von zwei Stunden ein Raub der Flammen.
Während der Zeit des Nationalsozialismus wurde Fraxern als eine von 85 Gemeinden in das Förderungsprogramm Gemeinschaftsaufbau im Bergland aufgenommen. In den Ausbau des Ortes in ein „agrarisches Musterdorf“ wurden fünf Millionen Reichsmark investiert.

### Bevölkerungsentwicklung
In den Jahren vor 2001 sorgten positive Geburtenbilanz und positive Wanderungsbilanz für das Einwohnerwachstum. Seither nimmt die Abwanderung zu, die Geburtenbilanz blieb aber positiv.
Beherbergten im Jahr 1962 96 Häuser insgesamt 446 Einwohner, so gab es 55 Jahre später, im Jahr 2017, 734 Bewohner in 251 Haushalten.

## Kultur und Sehenswürdigkeiten

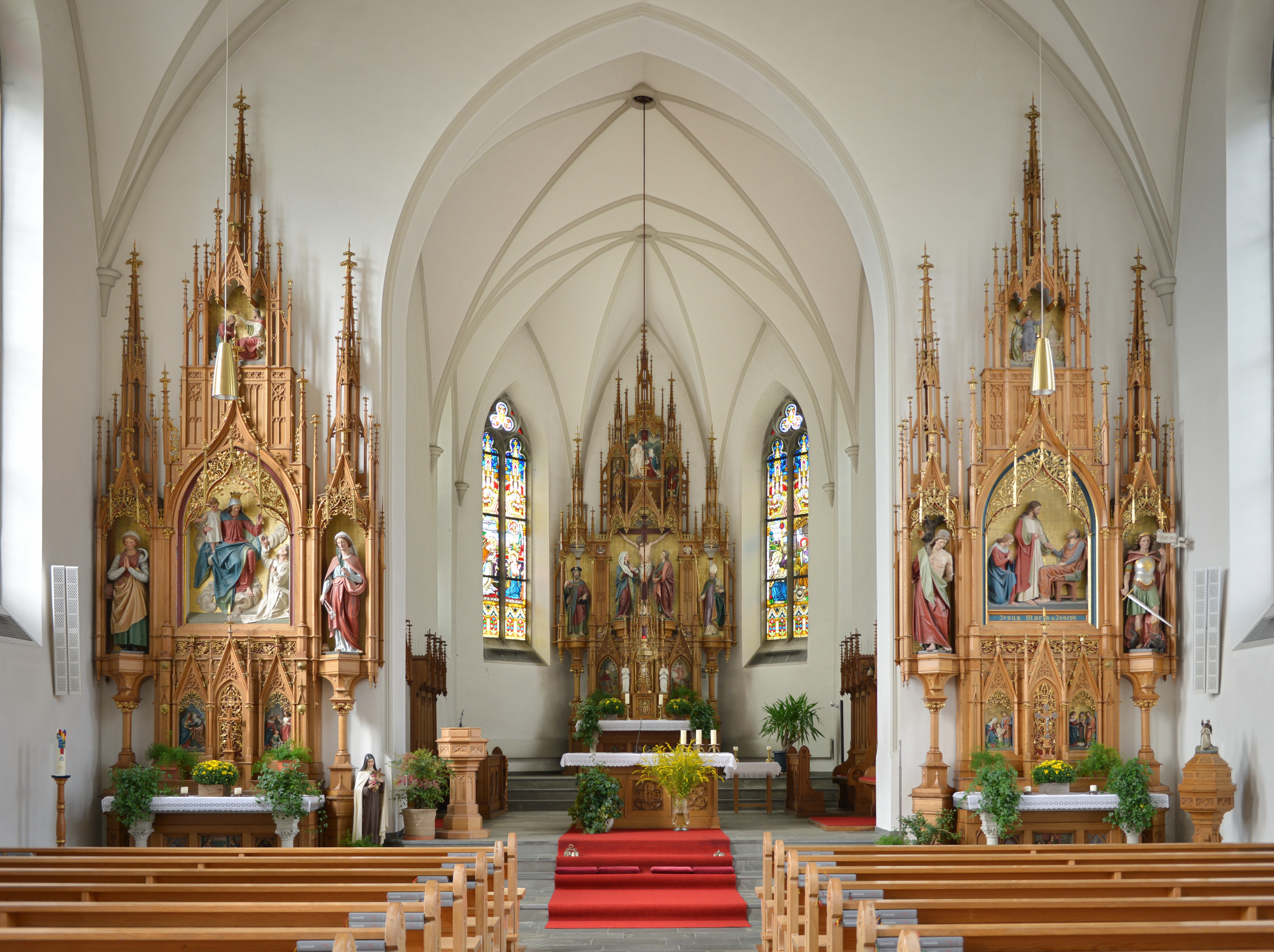
Pfarrkirche Fraxern Innen. Neugotische Kirche

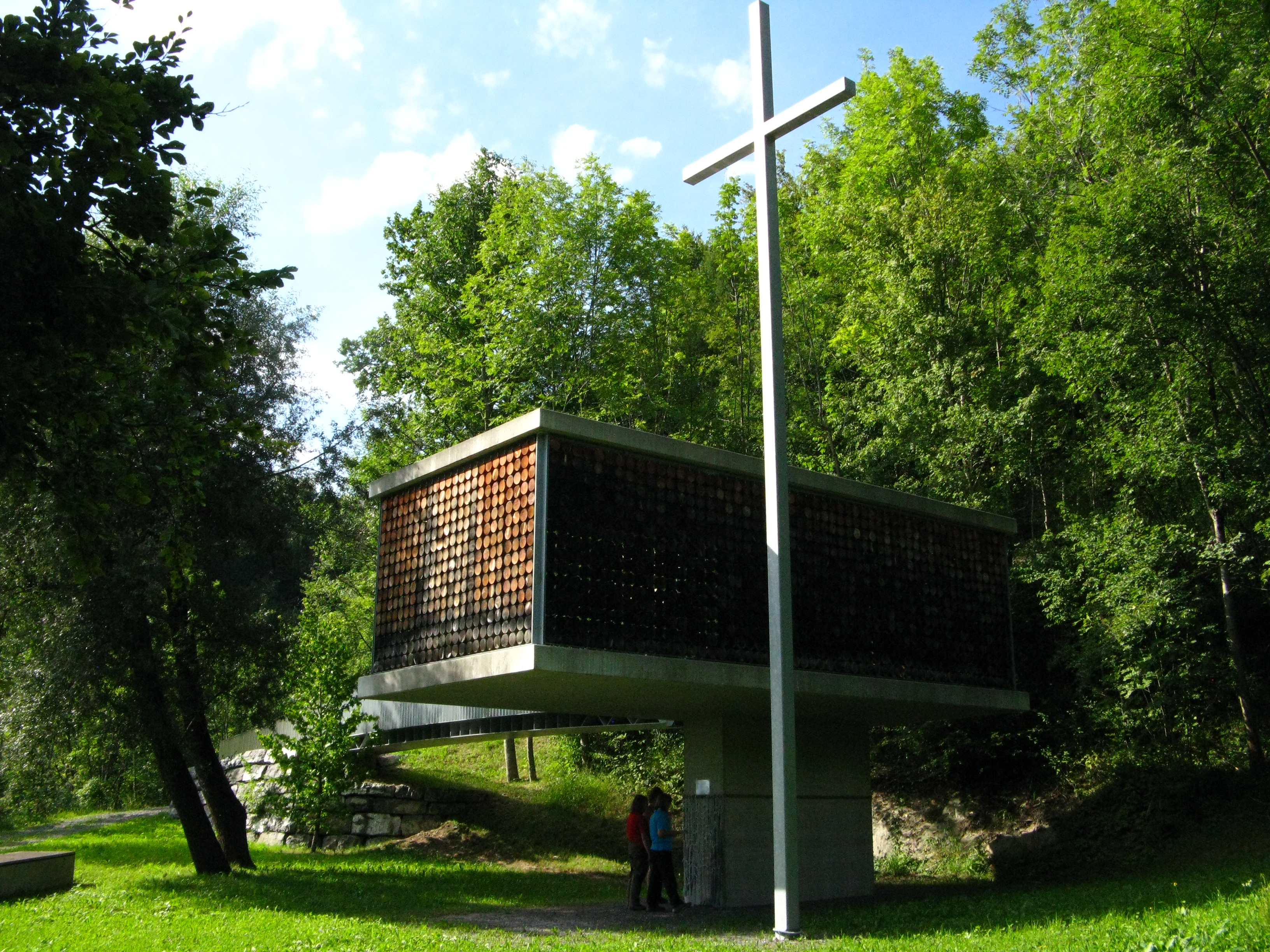
Familienkapelle, gestaltet von den Architekten Walter Klasz und Georg Kleeberger

- Katholische Pfarrkirche Fraxern hl. Jakobus der Ältere: Urkundlich erwähnt war hier 1502 eine Kapelle und Pfarre. Anstelle der Kirche des 17. Jahrhunderts erfolgte in den Jahren von 1900 bis 1911 ein Neubau durch Anton Wilhelm und Michael Keckeis zusammen mit dem Zimmermeister Simon Ebenhoch.
- Familienkapelle Fraxern: Nahe der Straße von Weiler nach Fraxern, in idyllischer Lage, steht seit 2010 eine moderne Familienkapelle, gestaltet von den Architekten Walter Klasz und Georg Kleeberger, innen mit einem Bild von Katharina Kiechl, außen mit Platz zum Verweilen und Spielen. Die Kapelle wird von einem Kapellen-Verein getragen und im Volksmund Kappele genannt. Eine alte Kapelle an gleicher Stelle wurde 1971 abgerissen.[5]

## Wirtschaft und Infrastruktur
Am Ort gab es im Jahr 2003 acht Betriebe der gewerblichen Wirtschaft mit 10 Beschäftigten. Lohnsteuerpflichtige Erwerbstätige gab es 280.
In Fraxern gibt es einen Kindergarten. Am Ort gibt es (Stand im Januar 2003) 47 Schüler.
Fraxern ist das österreichische Kirschendorf. Es gibt etwa 2.800 Kirschbäume in der Gemeinde. Fraxern ist bekannt für seine Obstschnäpse, insbesondere das Kirschwasser.

## Politik

### Gemeindevertretung

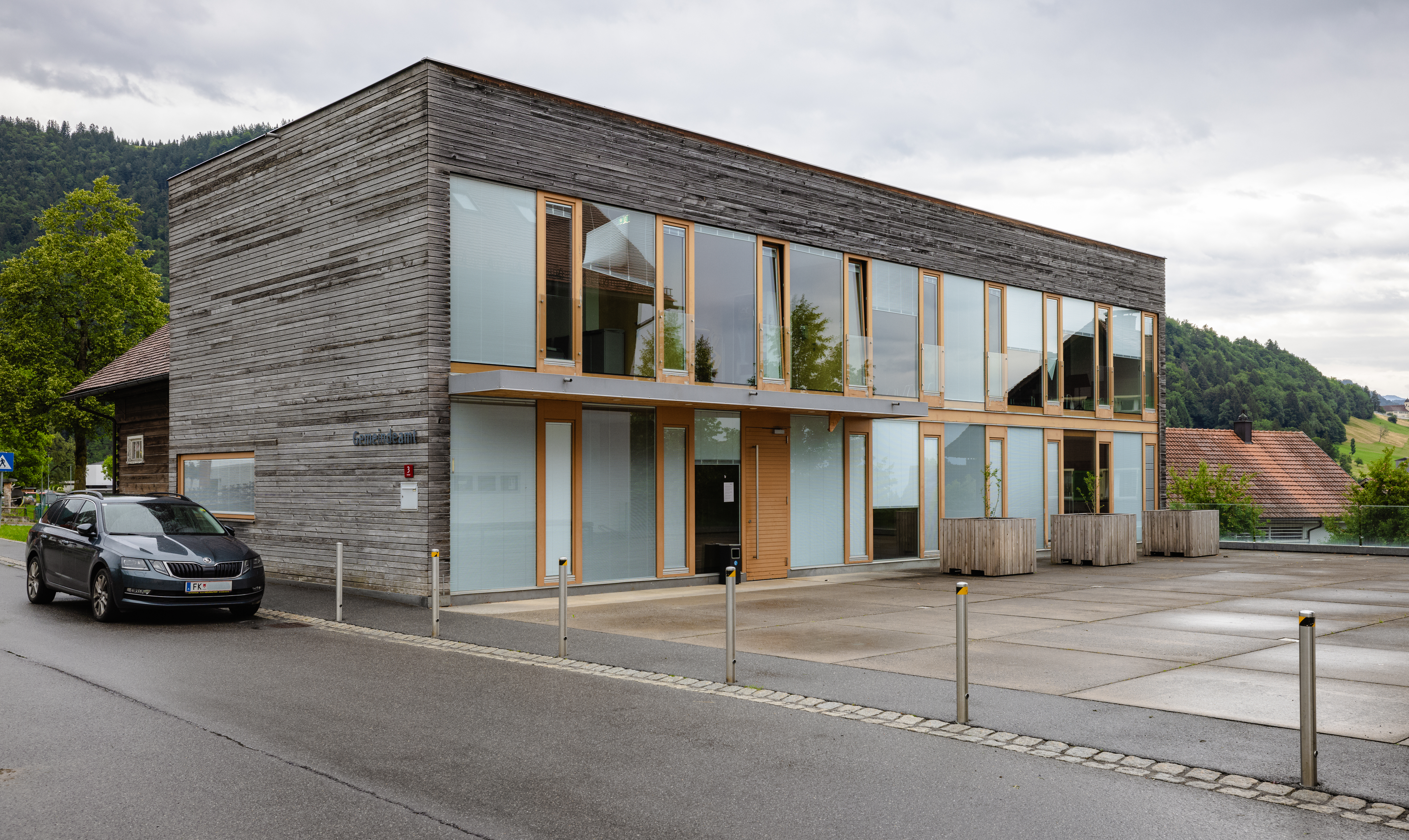
Gemeindeamt

In Vorarlberg wählen die Bürger alle fünf Jahre die Mitglieder der Gemeindevertretung durch Ankreuzen eines Listen-Wahlvorschlages bzw. durch Mehrheitswahl wenn kein Listenvorschlag vorliegt. Weiters den Bürgermeister durch Ankreuzen eines Wahlvorschlages.
Die Gemeindevertretung wählt in der konstituierenden Sitzung aus ihrer Mitte – sofern keine Wahl durch die Bürger zustande kam – gemäß § 61 Gemeindegesetz einen Bürgermeister und dann einen mindestens dreiköpfigen Gemeindevorstand. Die Zahl dieser „Gemeinderäte“ darf aber gemäß § 55 den vierten Teil der Zahl der Gemeindevertreter nicht übersteigen.
Der Bürgermeister führt den Vorsitz bei den generell öffentlichen Sitzungen der Gemeindevertretung, in denen kommunale Belange besprochen und Beschlüsse gefasst werden. Beobachter haben kein Mitspracherecht und kein Stimmrecht. Die Gemeindevertretung kann nach Bedarf Ausschüsse bestellen. Sitzungen des Gemeindevorstandes und der Ausschüsse sind nicht öffentlich.

#### Sitzverteilung nach den Wahlen
- Gemeindevertretungswahlen 1985: Einheitsliste 12.[8]
- Gemeindevertretungswahlen 1990: Einheitsliste 12.[9]
- Gemeindevertretungswahlen 1995: Gemeindeliste Fraxern 12.[10]
- Gemeindevertretungswahlen 2000: Gemeindeliste Fraxern mit Bgm. Josef Summer 12.[11]
- Gemeindevertretungswahlen 2005: Gemeindeliste Fraxern 7, Friedrich (Fritz) Amann + Demokratisches Forum Fraxern 5.[12]
- Gemeindevertretungswahlen 2010: Gemeindeliste Fraxern 9, Demokratisches Forum Fraxern DFF 3.[13]
- Gemeindevertretungswahlen 2015: Gemeindeliste Fraxern 9, Demokratisches Forum Fraxern 3.[14]
- Gemeindevertretungswahlen 2020: Fraxern Vereint 12, Offene.Volks.Politik 0.[15]
- Gemeindevertretungswahlen 2025: Fraxern VEREINT 12.[16]

### Bürgermeister
Bürgermeister seit 1899
- 1899–1904 Johann Watzenegger
- 1904–1909 Johann Nachbaur
- 1909–1919 Andreas Dobler
- 1919–1923 Albert Kathan
- 1923–1936 Jakob Nachbaur
- 1936–1938 Emil Summer
- 1938–1945 Josef Summer (* 1904)
- 1945–1950 Adolf Nägele[18]
- 1950–1965 Josef Summer (* 1904)[18]
- 1965–1990 Alois Nachbaur[18][19][20]
- 1990–2005 Josef Summer (* 1948)[18]
- 2005–2015 Reinhard Nachbaur[18][21]
- seit 2015 Steve Mayr[18][22]

### Wappen
Das Gemeindewappen von Fraxern entstand im Jahre 1969 nach einem Entwurf des Schrunser Künstlers und Heraldikers Konrad Honold.

## Persönlichkeiten

### Söhne und Töchter der Gemeinde
- Josef Nägele (1863–1938), Politiker (CSP), Landwirt und Gastwirt
- Ludwig Welti (1904–1971), Historiker und Landesarchivar
- Jakob Summer (1908–1984), Künstler und Bildhauer
- Bernhard Kathan (* 1953), Schriftsteller und Konzeptkünstler

### Mit der Gemeinde verbundene Persönlichkeiten
- Fritz Amann (* 1950), Unternehmer, Wirtschaftskammerfunktionär und Politiker (FPÖ)
- Hans Eschelbach (1868–1948), Schriftsteller